# Ermita de San Martín de Abendaño
La iglesia de San Martín de Abendaño, popularmente conocida como ermita de San Martín de Abendaño es la parroquia del barrio vitoriano de San Martín. Se construyó antes del siglo XIII en estilo románico, habiendo sido reformada entre los años 1978 y 1980. Posee una nave rectangular, de muros románicos y un altar posiblemente prerrománico.

## La ermita

### Exterior
Se trata de una iglesia de dimensiones modestas que aún conserva restos de su pasado medieval. Una inspección ocular superficial permite advertir cornisas románicas, un ventanal de ese mismo estilo o numerosas puertas y accesos cegados que advierten de las modificaciones sufridas por el edificio a lo largo del tiempo.

## Pinturas murales
Durante la reforma de la ermita entre los años 1978 y 1980, se descubrieron varias pinturas murales, tanto en el interior como en el exterior de la ermita. En estas pinturas, situadas en la antigua cabecera, aparecen representadas la crucifixión y la anunciación. Sobre uno de los arcos que sostiene la bóveda aparece una inscripción de un santo y parte del báculo de un obispo. También existen restos de pinturas de un martirio.